# 週刊そーなんだ!
『週刊そーなんだ!』（しゅうかんそーなんだ!）は、デアゴスティーニ・ジャパンの発行していた雑誌。子供向けに漫画やイラスト・写真を主体として科学知識を解説している。なお、作画はストーリーごとに異なる。
原則として毎週火曜日に発売される。1冊あたりのページ数は32ページと少なく、バインダーにファイリングしての保存を想定したスタイルである。定価は税込で、創刊号が100円、2号は240円、3号以降は490円。130号まで発刊されている。また、131号は総索引収録のスペシャル号がある。
通常、1冊につき5編が収録され、そのうち3編がその号で完結、1編が前号からの続きの後編、1編が次号へと続く前編となっている。
また、政治・経済・歴史などを扱った「そーなんだ! 社会編」と「そーなんだ! 歴史編」がある。定価は創刊号が100円、2号以降は490円。100号まで発刊されている。
科学編と社会編は、最後に総索引収録のスペシャル号がある。また歴史編は、2巻に分けられる。

## 概要
- 発売日 - 毎週火曜日
- 発行 - 株式会社デアゴスティーニ・ジャパン
- 発行人 - 小河原和世
- 編集人 - 清原伸一
- 印刷 - 大日本印刷株式会社
- 編集協力 - 片桐美弥・寿ファミリーハウス
- キャラクターデザイン - 高樹はいど
- 表紙デザイン - 井本久美子
- 創刊日 - 2002年03月05日
- 刊行終了日 - 2004年09月21日[1]

## 科学編
- 正式名は「マンガでわかる不思議の科学 そーなんだ!」
- 本の登場人物などは毎週異なるが、前後編仕切るキャラや登場してしばらく経って再登場するキャラクターもいる。ガリレオ博士とガリレイ博士が前後編分けて登場することもある。他にもおもいっきり科学アドベンチャー そーなんだ!のキャラクターがちょくちょく出てくる。
- 本は左開きである。
- 紹介する科学は、「なるほど調査隊」、｢しくみ大事典」、「おもしろ数字学」、「なぞときワールド」、「ふしぎ探険」、｢ミクロの冒険」の6章に分類される。
- 131号で終刊する。
- 各タイトル

創刊号
すごい力だ！ジェットエンジンのパワー
- どうして生き物には、オスとメスがあるの?(前編）
- 犬の鼻がいいのはナゼ？
- 宇宙っていつごろ 誕生したの？
- 目はどうやってモノを見るの？

第2号
なぜ恐竜は絶滅したの？
- 一年はどうして365日なの？
- コンピューターはなぜ計算が速いの？
- どうしておなかはへるの？（前編）
- どうして生き物には、オスとメスがあるの？（後編）

第3号
天気はなぜ変わるの？
- 磁石がいつも北をさしているわけ
- 人間はなぜ夜になると眠くなるの？
- 料理を温める電子レンジのヒミツ（前編）
- どうしておなかはへるの？（後編）

第4号
どうして親子は似てるの？
- 流れ星はいったいどこにいくの？
- ネコのヒゲはレーダーだ
- なぜメガネをかけるとよく見えるの？（前編）
- 料理を温める電子レンジのヒミツ（後編）

第5号
火山はどうして爆発するの？
- 血液型のヒミツ
- 地球の年齢は４６億歳
- 南極・北極はなぜいつも寒いの？（前編）
- なぜメガネをかけるとよく見えるの？（後編）

第6号
帰るところがわかる渡り鳥のヒミツ
- カミナリの電圧は１０億ボルト
- 走るとなぜ心臓がドキドキするの？
- 船が沈まないわけ（前編）
- 南極・北極はなぜいつも寒いの？（後編）

第7号
太陽の中心温度は1500万℃
- 人間の血を吸う蚊のヒミツ
- 雲がいろいろな形をしているのはどうして？
- 砂漠はどうしてできたの？（前編）
- 船が沈まないわけ（後編）

第8号
人はどうやってモノを記憶するの？
- どうやって撮るの？SFXの大迫力シーン
- なぜ宇宙では体が浮くの？
- どうして髪の毛や爪はのびるの？（前編）
- 砂漠はどうしてできたの？（後編）

第9号
海の波はどこからやってくるの？
- 血が赤いのはナゼ？
- テレビはどうして映るの？
- いちばん長生きする生き物って何？（前編）
- どうして髪の毛や爪はのびるの？（後編）

第10号
宇宙のはてはどうなってるの？
- 体のなかを写しだすレントゲンのヒミツ
- なぜ人間には指紋があるの？
- 食べ物を冷やすと長持ちするわけ（前編）
- いちばん長生きする生き物って何？（後編）

第11号
人がカゼをひくわけ
- どうして海の水はしょっぱいの？
- １時間はどうして６０分なの？
- なぜ音が出るの？楽器のヒミツ(前編)
- 食べ物を冷やすと長持ちするわけ（後編）

第12号
地球最大の動物は体長32メートル！
- 寒いと体がふるえるのはナゼ？
- 酸素はどこから生まれるの？
- モノを映す鏡のひみつ(前編)
- なぜ音が出るの？楽器のヒミツ(後編)

第13号
肉食動物と草食動物はどこがちがうの？(前編)
- 化石は古代からのメッセージだ
- 人がオナラをするわけ
- 電池は電気のかんづめ！？
- モノを映す鏡のひみつ(後編)

第14号
空の色が青いわけ
- 川の水はどこから流れてくるの？
- どうしてあまいの？くだもののヒミツ
- 電話で人の声が聞こえるのはナゼ？(前編)
- 肉食動物と草食動物はどこがちがうの？(後編)

第15号
地球以外に生き物は存在するの？
- いちばん速い乗り物は？
- 悲しいと涙が出るわけ
- 栄養満点！野菜のひみつ（前編）
- 電話で人の声が聞こえるのはナゼ？(後編)

第16号
雪はどうして降るの？
- どうしてファックスは文字や絵が送れるの？
- 魚はなぜおぼれないの？
- クスリで病気がなおるわけ（前編）
- 栄養満点！野菜のひみつ（後編）

第17号
すべてを吸いこむブラックホールの正体（前編）
- 動物の本能ってなに？
- なんでもくっつく接着剤のひみつ
- 地面は毎年10センチずつ動いている
- クスリで病気がなおるわけ（後編）

第18号
自動車はどうやって動いているの？
- 人はなぜ夢を見るの？
- よごれを落とす石けんのヒミツ
- オタマジャクシがカエルになるわけ（前編）
- すべてを吸いこむブラックホールの正体（後編）

第19号
滑走路がいらないヘリコプターのヒミツ
- 世界でいちばんかたいものは？
- 鍾乳洞ってどうしてできたの？
- 力のみなもとは筋肉だ！（前編）
- オタマジャクシがカエルになるわけ（後編）

第20号
虹はどうしてできるの？
- モノを燃やすと煙が出るわけ
- 地下をかけめぐるトンネルのヒミツ
- なぜゴムはのびちぢみするの？（前編）
- 力のみなもとは筋肉だ！(後編）

第21号
どうして涼しくなるの？クーラーのしくみ
- なぜ鳥は空を飛べるの？
- 水が100℃で沸騰するわけ
- 味がわかる舌のヒミツ(前編)
- なぜゴムはのびちぢみするの？(後編)

第22号
朝顔はどうして朝咲くの？
- 100年後の地球は２℃あたたかい！
- リニアモーターカーが時速500キロを出せるわけ
- なぜカンガルーには袋があるの？(前編)
- 味がわかる舌のヒミツ(後編)

第23号
数字はどうやって生まれたの？
- どうしておとなは背がのびないの？
- 月がだんだん地球から遠ざかってるってホント？
- 世界中の情報をつなぐインターネットのひみつ(前編)
- なぜカンガルーには袋があるの？(後編)

第24号
日焼けするとどうして黒くなるの？
- 太陽の力で動くソーラーカーのしくみ
- 地球は丸くない！？
- クローンってなに？(前編)
- 世界中の情報をつなぐインターネットのひみつ(後編)

第25号
ウサギの耳はなぜ長いの？
- 世界でいちばん高いところ・低いところ
- 夜空にかがやく星座のヒミツ
- 電気はどうやってつくるの？(前編)
- クローンってなに？(後編)

第26号
自転車が倒れずに走れるわけ
- 土星の輪は７つある！！
- 眠いとあくびが出るのはなぜ？
- なぜハチはミツを集めるの？(前編)
- 電気はどうやってつくるの？(後編)

第27号
野球のボールが曲がるワケ
- ビデオテープはどうして録画できるの？
- 火星はなぜ赤く見えるの？
- 宇宙の温度は-270℃(前編)
- なぜハチはミツを集めるの？(後編)

第28号
なぜ右ききと左ききの人がいるの？
- なぜアニメーションは動いて見えるの？
- 竜巻ってどうして起きるの？
- イルカが会話するってホント？(前編)
- 宇宙の温度は-270℃(後編)

第29号
虫歯はどうしてできるの？(前編)
- チーズはどうやってつくるの？
- 一瞬を閉じこめるカメラのひみつ
- 石油は何からできているの？
- イルカが会話するってホント？(後編)

第30号
夕焼けだったらあしたは晴れる？
- 放射能ってどんなもの？
- 山の上のほうが太陽に近いのに寒いのはなぜ？
- カメレオンが体の色を変えるわけ(前編)
- 虫歯はどうしてできるの？(後編)

第31号
夜空に咲く花火のひみつ
- 太陽の重さは地球の３３万倍
- なぜ人間だけ2本足で歩けるの？
- アリはどうして一列に歩くの？(前編)
- カメレオンが体の色を変えるわけ(後編)

第32号
巨大隕石が地球に衝突したら…？(前編)
- 卵は命を守るカプセル
- 声はどうやって出るの？
- オーロラはどうしてできるの？
- アリはどうして1列に歩くの？(後編)

第33号
鉄はなぜさびるの？
- 高気圧と低気圧のわかれ目は？
- 音楽が心に効くわけ
- 食虫植物のひみつ(前編)
- 巨大隕石が地球に衝突したら…？(後編)

第34号
目がまわるってどういうこと？
- すべてのものは元素からできている
- 缶詰が長持ちするわけ
- オゾン層ってなに？(前編)
- 食虫植物のひみつ(後編)

第35号
電車はなぜ線路の上を走るの？
- 昼と夜の長さはどうして変わるの？
- 高層ビルが大地震でも倒れないわけ
- 生きた化石 シーラカンスのひみつ(前編)
- オゾン層ってなに？(後編)

第36号
食べすぎると太るのはなぜ？
- ロケットはなぜ宇宙へ行けるの？
- 火の製造機 ライターとマッチのしくみ
- 時計が正確に時を刻むわけ(前編)
- 生きた化石 シーラカンスのひみつ(後編)

第37号
人はなぜ笑うの？
- 洗濯するとどうしてきれいになるの？
- 地震は本当に予知できるの？
- いままでに地球は何回まわった？(前編)
- 時計が正確に時を刻むわけ(後編)

第38号
氷河期はなぜあるの？
- 6億個の袋を持つ肺のひみつ
- 紙は何からできているの？
- 鼻がにおいを嗅ぎわけるわけ(前編)
- いままでに地球は何回まわった？(後編)

第39号
体のなかのふしぎな生き物・寄生虫(前編)
- レーザー光線って何？
- クモはなぜ自分の罠にかからないの？
- 天の川ってどんな川？
- 鼻がにおいを嗅ぎわけるわけ(後編)

第40号
火の玉って本当にあるの？(前編)
- 星までの距離はどうやってはかるの？
- 鉛筆はどうして字が書けるの？
- カビはなぜ生える？
- 体のなかのふしぎな生き物・寄生虫(後編)

第41号
ジェットコースターが怖いわけ
- 宇宙でも凧あげできるの？
- カエルはなぜ鳴くの？
- 光ファイバーのひみつ(前編)
- 火の玉って本当にあるの？(後編)

第42号
カラスは賢いって本当？
- 電波はどうやって飛んでいくの？
- ビッグバン以前の宇宙はどうなっていたの？
- エルニーニョとラニーニャって何？(前編)
- 光ファイバーのひみつ(後編)

第43号
ハエはどうして嫌われるの？(前編)
- シャボン玉はなぜ丸いの？
- 宇宙ステーションってどんなところ？
- どんな椅子が体に合うの？
- エルニーニョとラニーニャって何？(後編)

第44号
森は緑のダムだ！(前編)
- 血圧が高いってどういうこと？
- 安全を守る鍵のひみつ
- スペースシャトルはどうやって地球に戻るの？
- ハエはどうして嫌われるの？(後編)

第45号
植物には人の言葉が通じるの？
- なぜヨットは向かい風でも進めるの？
- 温泉はなぜ体にいいの？
- 光速ロケットに乗ると年をとらないって本当？(前編)
- 森は緑のダムだ！(後編)

第46号
海のなかを飛ぶ！？ ペンギンのひみつ(前編)
- 塩はどうして体に必要なの？
- 水と油はどうして混ざらないの？
- 蜃気楼はなぜ見えるの？
- 光速ロケットに乗ると年をとらないって本当？(後編)

第47号
気球はどうやって飛ぶの？
- 年をとるとなぜシワがふえるの？
- 円周率はなぜ3.14なの？
- 運動神経ってどんな神経？(前編)
- 海の中を飛ぶ！？ ペンギンのひみつ(後編)

第48号
生きた発電所 デンキウナギのひみつ
- 温度計で温度がはかれるわけ
- 太陽系の惑星はいくつあるの？
- サンゴは動物って本当？(前編)
- 運動神経ってどんな神経？(後編)

第49号
麻酔をすると痛みを感じないのはなぜ？
- 星の最期はどうなるの？
- クレーン車が巨大パワーを生みだすわけ(前編)
- 頭脳を持つICカードのひみつ
- サンゴは動物って本当？(後編)

第50号
海流はどうして流れているの？
- 手はなぜものをつかめるの？(前編)
- どうしてカメにはこうらがあるの？
- マイナスイオンって何？
- クレーン車が巨大パワーを生みだすわけ(後編)

第51号
人工衛星が道案内してくれるって本当？(前編)
- 寒い日に霜柱が立つわけ
- どうしてカエルやリスは冬眠するの？
- レモンを見るとツバがたくさん出るのはなぜ？
- 手はなぜものをつかめるの？(後編)

第52号
男の子のおっぱいはなぜ大きくならないの？
- 便利な金属 アルミニウムのひみつ
- 汗はなぜかくの？(前編)
- 砂浜はどうやってできたの？
- 人工衛星が道案内してくれるって本当？(後編)

第53号
トカゲのシッポが切れても生えてくるのはなぜ？
- ひとり6役 炭のもつふしぎな力
- 太陽になりそこねた惑星 木星のひみつ(前編)
- CDで音楽が聴けるわけ
- 汗はなぜかくの？(後編)

第54号
足の裏はどうしてくさくなるの？
- モノサシやハカリはどうやってできたの？(前編)
- 動物のツノは何のためにあるの？
- 体のなかに時計があるって本当？
- 太陽になりそこねた惑星 木星のひみつ(後編)

第55号
ヘビは足がないのになぜ前へ進めるの？
- 靴の裏のミゾのひみつ
- 便秘ってどうして起きるの？(前編)
- 包丁でものが切れるわけ
- モノサシやハカリはどうやってできたの？(後編)

第56号
3分でできるインスタントラーメンのひみつ
- 消臭剤はどうやってにおいを消すの？
- 山の天気は変わりやすいって本当？
- ホタルのおしりはなぜ光る？(前編)
- 便秘ってどうして起きるの？(後編)

第57号
緊張するとどうしてトイレが近くなるの？(前編)
- 干潟ってどんなところ？
- 超特急！ 新幹線のひみつ
- エビをゆでると赤くなるわけ
- ホタルのおしりはなぜ光る？(後編)

第58号
ボクらがほかの星にすむ日はくるの？
- ブーメランはなぜ戻ってくるの？
- ヒートアイランド現象って何？
- 液晶画面ってどうなっているの？(前編)
- 緊張するとどうしてトイレが近くなるの？(後編)

第59号
東京タワーが333メートルのわけ
- ホクロはどうしてできるの？
- できてしまった有害物質 ダイオキシンの正体(前編)
- なぜサボテンにはトゲがあるの？
- 液晶画面ってどうなっているの？(後編)

第60号
熱帯の鳥はなぜ派手なの？
- ある日突然やってくる花粉症の恐怖
- 消える階段 エスカレーターのひみつ
- 水星の1日は2年間！？(前編)
- できてしまった有害物質 ダイオキシンの正体(後編)

第61号
しゃっくりはどうして出るの？
- 砂漠に水をもたらすオアシスのひみつ
- 何者なんだ？ サンショウウオ
- 音はなぜ聞こえるの？(前編)
- 水星の1日は2年間！？(後編)

第62号
カバはどうして水のなかが好きなの？
- 高層ビルで大活躍！ エレベーターのしくみ
- 津波が起こるわけ
- ボクらの体は何からできているの？(前編)
- 音はなぜ聞こえるの？(後編)

第63号
彗星はどこからやってくるの？
- 酸性雨ってどんな雨？
- ヒマワリは太陽のほうを向いて咲く？
- 拡大パワーは150万倍！ 電子顕微鏡のひみつ(前編)
- ボクらの体は何からできているの？(後編)

第64号
記憶力を高めるにはどうしたらいいの？
- プールの水が緑色になるのはなぜ？
- 深海ってどんなところ？(前編)
- ジャンケンであいこになる確率は？
- 拡大パワーは150万倍！ 電子顕微鏡のひみつ(後編)

第65号
テレビの大革命！！　デジタル放送のしくみ(前編)
- 土にとけるプラスチックってどんなもの？
- 牛乳を飲むとおなかがゴロゴロするのはなぜ？
- 1等星よりも明るい星がある！？
- 深海ってどんなところ？(後編)

第66号
SLってどんな機関車？(前編)
- くしゃみ・せきはどうして出るの？
- 海の嫌われ者 サメのひみつ
- 星雲は星のゆりかごだ！
- テレビの大革命！！ デジタル放送のしくみ(後編)

第67号
チョウやガのハネについている粉は何？
- 飛行機雲はなぜできるの？
- 金はどこまでうすくのばせるの？
- 厚い雲に覆われた金星の素顔(前編)
- SLってどんな機関車？(後編)

第68号
アシカとアザラシってどこがちがうの？
- ヘアスタイルを変えるパーマのひみつ
- 体脂肪はどうやってはかるの？
- 食べ物を栄養に変える体のしくみ(前編)
- 厚い雲に覆われた金星の素顔(後編)

第69号
天気予報はだれがやっているの？(前編)
- 宇宙誕生の謎にせまる ニュートリノのひみつ
- どうしてコウモリは暗やみを飛べるの？
- 魔法瓶で保温できるのはなぜ？
- 食べ物を栄養に変える体のしくみ(後編)

第70号
海の忍者 イカのひみつ
- グランドキャニオンってどんなところ？
- 水素で車が動くって本当？
- 地球観測衛星って何をしているの？(前編)
- 天気予報はだれがやっているの？(後編)

第71号
圧力鍋を使うと料理が早くできるわけ
- ホタテガイの目はどこにある？
- 食中毒ってどうして起こるの？(前編)
- 「硬さ」が鍵だ！ ミネラルウォーター
- 地球観測衛星って何をしているの？(後編)

第72号
死海ってどんなところ？
- 炊いたらおいしいお米のひみつ
- 体を輪切りにするMRIのひみつ(前編)
- 形を記憶する金属があるって本当？
- 食中毒ってどうして起こるの？(後編)

第73号
昆虫のスーパー感覚器 触覚の働き
- 納豆はどうしてネバネバしているの？
- 最果ての惑星 天王星と海王星(前編)
- コーヒーを飲むと目がさえるのはなぜ？
- 体を輪切りにするMRIのひみつ(後編)

第74号
ウシは胃が4つのあるって本当？
- 冷却パックはどうしてひんやりするの？
- 体のツボって何？
- 絶滅の危機にある動物たちを救え！(前編)
- 最果ての惑星 天王星と海王星(後編)

第75号
太陽系外惑星 ホットジュピターの正体
- 世界でいちばん長い橋は？(前編)
- 山をもこわすダイナマイトのひみつ
- フェーン現象って何？
- 絶滅の危機にある動物たちを救え！(後編)

第76号
ガラパゴスってどんなところ？(前編)
- 蛍光塗料が暗やみで光るわけ
- 赤ちゃんはどうやって生まれてくるの？
- 宇宙にたくさんゴミが浮いているって本当？
- 世界でいちばん長い橋は？(後編)

第77号
百獣の王 ライオンのひみつ
- 子供はお酒を飲んじゃいけないの？(前編)
- 不快指数って何？
- ドライクリーニングは水を使わないって本当？
- ガラパゴスってどんなところ？(後編)

第78号
F1 超スピード！のひみつ
- 毒キノコはどうやって見分けるの？(前編)
- 蛍光灯はいつも点滅しているって本当？
- 230万光年のかなた アンドロメダの謎
- 子供はお酒を飲んじゃいけないの？(後編)

第79号
富士山ってどんな山？(前編)
- まゆ毛ってなんであるの？
- ムカデの足は100本ある！？
- 青色発光ダイオードのひみつ
- 毒キノコはどうやって見分けるの？(後編)

第80号
宇宙でもラーメンが食べられる？(前編)
- いつもあおむけ ラッコのひみつ
- 飲料缶にはなぜアルミ缶とスチール缶があるの？
- 傷はどうして自然になおるの？
- 富士山ってどんな山？(後編)

第81号
集中豪雨はどうして起こるの？
- 火を使わないであたためられる電磁調理器のひみつ
- ダムにはどれくらい水がためられる？
- 消火器で火が消せるわけ(前編)
- 宇宙でもラーメンが食べられる？(後編)

第82号
虫はどうやって鳴くの？(前編)
- 1本針で縫い目をつくるミシンのひみつ
- 小惑星探査衛星って何をするの？
- 木の葉はどうして紅葉するの？
- 消火器で火が消せるわけ(後編)

第83号
めざせ大漁！ すごいぞ魚群探知機
- 体にもカビが生えるって本当？
- びっくりお天気世界記録(前編)
- 煙モクモク ドライアイスのひみつ
- 虫はどうやって鳴くの？(後編)

第84号
ナマケモノってどんな動物？
- 海の底はふしぎの森！ 海藻のひみつ
- 警報器はなぜ危険がわかるの？(前編)
- ロケットが正しい軌道を飛べるわけ
- びっくりお天気世界記録(後編)

第85号
いびきってどうしてかくの？
- 最新の天体望遠鏡はどんなしくみなの？(前編)
- 海をプカプカ クラゲのひみつ
- ドライヤーを使うとブレーカーが落ちるわけ
- 警報器はなぜ危険がわかるの？(後編)

第86号
胃はなぜ自分を消化しないの？
- 本はどうやってつくられるの？(前編)
- おいしく焼ける 石焼きイモの謎
- 土からできる食器のひみつ
- 最新の天体望遠鏡はどんなしくみなの？(後編)

第87号
X線観測衛星って何？
- おいしくふくらむパンのひみつ
- ノミは体長の100倍も跳べるって本当？
- ボクらは魚のようになれるの？(前編)
- 本はどうやって作られるの？(後編)

第88号
毒をもった生き物がいるのはなぜ？(前編)
- インフルエンザが冬にはやるわけ
- 宇宙のヘビー級チャンピオン 中性子星のひみつ
- 都市ガスとプロパンガスはどこがちがうの？
- ボクらは魚のようになれるの？(後編）

第89号
冬の晴れた朝がとても寒いわけ
- バイオテクノロジーで未来は変わるの？(前編）
- 体のなかの骨は何本？
- 水洗トイレってどうなっているの？
- 毒をもった生き物がいるのはなぜ？(後編)

第90号
熱に強い消防服のひみつ
- 目と脳がまきおこす「錯覚」のひみつ
- 太陽にいちばん近い星は？
- 紅茶と緑茶ってどこがちがうの？(前編)
- バイオテクノロジーで未来は変わるの？(後編)

第91号
宇宙行きのエレベーターはつくれるの？
- ホルモンって何？
- 大黒柱ってどんな柱？(前編)
- 北海道に流氷が押し寄せるわけ
- 紅茶と緑茶ってどこがちがうの？(後編)

第92号
ナマコってナニモノ？
- どうしてアイススケートは氷の上をすべれるの？
- 熱い・冷た～い・痛いっ！ 皮膚感覚のひみつ
- アポロは月で何をしたの？(前編)
- 大黒柱ってどんな柱？(後編)

第93号
ゾウの鼻はなぜ長いの？
- こげつかないフライパンのひみつ
- ゴルフボールはどこまで遠くに飛ばせるの？
- マンタが空を飛ぶってホント？
- アポロは月で何をしたの？(後編)

第94号
宇宙の年齢を変えた人工衛星WMAPのひみつ
- チンパンジーはどれくらい頭がいいの？(前編)
- サランラップ®のひみつ
- 何でも吸いこむ！？ 掃除機のパワー
- ゴルフボールはどこまで遠くに飛ばせるの？(後編)

第95号
夜の森の王者 フクロウのひみつ
- 自動販売機ってどうなってるの？
- 盲腸って何をしているの？
- 宇宙には4つの力があるって本当？(前編)
- チンパンジーはどれくらい頭がいいの？(前編)

第96号
ハーブでリラックスできるのはなぜ？
- ロボットはどこまで人間に近づける？(前編)
- ナメクジはどうして塩でとけるの？
- 汚れを落とすミカンの皮のひみつ
- 宇宙には4つの力があるって本当？(後編)

第97号
春はどうやってやってくるの？
- コロンとまるまるダンゴムシのひみつ
- 人はどれだけ速く走れるの？(前編)
- ハヤブサってどんな鳥？
- ロボットはどこまで人間に近づける？(後編)

第98号
キツツキはなぜ木をつつくの？
- 宇宙でいちばん古い惑星は？
- サケはどうやってかわに戻ってくるの？(前編)
- 美しい音を奏でるピアノのひみつ
- 人はどれだけ速く走れるの？(後編)

第99号
なぜ倒れない？ こまのふしぎ
- 木星探査機ガリレオはどんなことをしたの？
- 走るために進化した！？ ウマのひみつ(前編)
- 洗濯機が汚れを落とすわけ
- サケはどうやって川に戻ってくるの？(後編)

第100号
生命はどのようにして誕生したの？
- 高温も低温もへっちゃらなクマムシってナニモノ？
- ブルドーザーってどのくらい力もち？
- ストレスって何？(前編)
- 走るために進化した！？ ウマのひみつ(後編)

第101号
タヌキが人を化かすって本当？
- ブラックホールが奏でる音ってどんな音？
- まわすとしまるネジのひみつ
- 視聴率はどうやって調べているの？
- ストレスって何？(後編)

第102号
フィルムなしで撮れるデジタルカメラのひみつ
- フンをコロコロ フンコロガシってナニモノ？
- 子供がタバコを吸っちゃいけないわけ(前編)
- なだれはなぜおこるの？
- 視聴率はどうやって調べているの？(後編)

第103号
電車の中でジャンプしてもうしろへ行かないのはなぜ？
- 服ってどんなものでできているの？(前編)
- どうしてタマネギを切ると涙が出るの？
- ドーム球場の屋根はどーなってるの？
- 子供がタバコを吸っちゃいけないわけ(後編)

第104号
マダガスカルは動植物のパラダイスだ！
- おとなも子供も夢中！？ バイクのひみつ(前編)
- 一瞬で獲物を捕らえるカマキリのふしぎ
- コンピューターウイルスの正体って何？
- 服ってどんなものでできているの？(前編)

第105号
貧血ってどうして起こるの？
- 魅惑の香りが「ふわっ」 香水ってどんなもの？
- 昆虫の体のなかはどうなっているの？
- 星占いの12星座ってどんな星座？(前編)
- おとなも子供も夢中！？ バイクのひみつ(後編)

第106号
1日に1メートルのびる！？ タケのしくみ
- 空気清浄機はどうやって汚れを吸うの？
- どうしたらじょうずに歌が歌えるの？
- ピラミッドのひみつ(前編)
- 星占いの12星座ってどんな星座？(後編)

第107号
体のなかには100兆個もの菌がすんでいる？(前編)
- 種なしスイカはどうやってつくるの？
- ファスナーの開け閉めがラクちんなのはなぜ？
- 逆流する川があるってホント？
- ピラミッドのひみつ(後編)

第108号
ボクらのすんでいる銀河系は何歳？
- パンダってどうしてあんな模様なの？
- 光の速さは秒速299,792,458メートル！
- ネズミはなぜ嫌われるの？(前編)
- 体のなかには100兆個もの菌がすんでいる！？(後編)

第109号
道路はどうやってつくられるの？(前編)
- 宇宙でいちばん重い星って？
- なぜ日本には梅雨があるの？
- バターとマーガリンってどこがちがうの？
- ネズミはなぜ嫌われるの？(後編)

第110号
タツノオトシゴはオスが子供を産むってホント？
- 静電気でモーターは動くの？
- 肝臓ってどんな働きをするの？
- 太陽系の旅人 ボイジャーの軌跡を追え！(前編)
- 道路はどうやってつくられるの？(後編)

第111号
人はどれだけ速く泳げるの？
- テントウムシの背中はなぜハデなの？
- さかさまの竜巻があるって本当？
- 生ゴミ処理機のひみつ(前編)
- 太陽系の旅人 ボイジャーの軌跡を追え！(後編)

第112号
ナノテクノロジーって何？(前編)
- 魚にはなぜウロコがあるの？
- 太陽の黒点ってどんな点？
- ウイルスと細菌はどこがちがうの？
- 生ゴミ処理機のひみつ(後編)

第113号
カモノハシってナニモノなの？
- 宇宙最大の望遠鏡 重力レンズの正体
- 催眠って本当にかかるの？(前編)
- あなたの体が鍵になる！ 生体認証ってどんなもの？
- ナノテクノロジーって何？(後編)

第114号
風力発電のひみつ(前編)
- コンタクトレンズはどうして目から落ちないの？
- 昆虫はどうやって飛んでいるの？
- 太陽電池パネルのミウラ折りって何？
- 催眠って本当にかかるの？(後編)

第115号
自動改札機ってどうなっているの？
- 非木材紙ってどんなもの？(前編)
- タイムマシンってつくれるの？
- 献血って何？
- 風力発電のひみつ(後編)

第116号
巨大スケールの大傑作！？ ナスカ地上絵の謎を探れ！(前編)
- 抗菌グッズって本当に清潔なの？
- やさしい音色を奏でるオルゴールのひみつ
- 嫌いな虫ナンバーワン！ ゴキブリの正体
- 非木材紙ってどんなもの？(後編)

第117号
アメダスって何？
- スポーツドリンクはなぜ体にいいの？
- クジラの祖先がラクダって本当？(前編)
- 騒音をシャットアウト！ 防音ってどんなしくみ？
- 巨大スケールの大傑作！？ ナスカ地上絵の謎を探れ！(後編)

第118号
ミステリアスな巨石遺跡 ストーンヘンジの謎を探れ！(前編)
- ニキビってどうしてできるの？
- 石が水面を跳ねていく！？ 水切りのひみつ
- カンパチグモって何？
- クジラの祖先がラクダって本当？(後編)

第119号
モグラはなぜトンネルで暮らしているの？
- 消防車のひみつ(前編)
- 動物のシッポは何のためにあるの？
- 星座をすると足がしびれるのはなぜ？
- ミステリアスな巨石遺跡 ストーンヘンジの謎を探れ！(後編)

第120号
未来の飛行機はどうなるの？(前編)
- カニはなぜ横に歩くの？
- 宇宙最大の爆発　ガンマ線バーストって？
- ブロッコリーのなかにブロッコリー！！ どういうこと！？
- 消防車のひみつ(後編)

第121号
クマノミがイソギンチャクと暮らすわけ(前編)
- たんこぶはなぜできるの？
- 世界最大の花 ラフレシアのひみつ
- 地球最後の秘境 ギアナ高地ってどんなところ？
- 未来の飛行機はどうなるの？(後編)

第122号
日焼け止めを塗るとなぜ日に焼けないの？
- 幻の三大陸の謎(前編)
- ヨーグルトって生きているの？
- 浄水器はどうやって水をおいしくするの？
- クマノミがイソギンチャクと暮らすわけ(後編)

第123号
生き物の楽園 ビオトープって何？(後編)
- 頭がハゲるのはどうして？
- 手を触れずに演奏できる楽器があるって本当？
- サナギのなかでは何が起きているの？
- 幻の三大陸のひみつ(後編)

第124号
辛いトウガラシって本当に体にいいの？
- ガラスが透明なわけ(前編)
- ミミズの頭はどっち側？
- 地図はどうやってつくるの？
- 生き物の楽園 ビオトープって本当？(後編)

第125号
チョコレートってなぜおいしいの？
- どうしてダチョウは空を飛ばないの？
- 体はどこまでつくりなおせるの？(前編)
- イースター島の巨人像 モアイの謎を探れ！
- ガラスが透明なわけ(後編)

第126号
地上で海中散歩！？ 水族館のふしぎ
- チタンってどんな金属？
- 毎年やってくる台風のひみつ
- 21世紀の宇宙探査はどんなことをするの？(前編)
- 体はどこまでつくりなおせるの？(後編)

第127号
骨髄バンクって何？
- 水ロケットはなぜ飛ぶの？
- どうして海外からテレビ中継ができるの？
- 木が何千年も生きられるわけ(前編)
- 21世紀の宇宙探査はどんなことをするの？(後編)

第128号
万里の長城は全長6000キロメートル！
- 歯並びはどうやってなおすの？
- 信号機はどんなしくみになっているの？
- 超能力ってどんなもの？(前編)
- 木が何千年も生きられるわけ(後編)

第129号
ラクダにはなぜコブがあるの？
- 新曲が早い！ 通信カラオケのひみつ
- 蚊取り器で蚊が落ちるわけ
- 風はどうして吹くの？(前編)
- 超能力ってどんなもの？(後編)

第130号
南極ではどんな観測をしているの？
- オウムやキュウカンチョウはなぜしゃべれるの？
- 一瞬でふくらむエアバッグのひみつ
- 心ってどこにあるの？
- 風はどうして吹くの？(後編)

## 社会編
- 正式名は「マンガでわかる世の中のしくみ そーなんだ! 社会編」
- 登場キャラはテーマにより担当の先生が変わり、前後編に分けて説明することもある。
- 本は右開きである。
- 101号で終刊する。

## 歴史編
- 正式名は「マンガで楽しむ日本と世界の歴史 そーなんだ! 歴史編」（1号〜100号）、「マンガで知る47都道府県のいまむかし そーなんだ! 歴史編」（101号〜112号）。
- 本の登場人物などは毎週異なるが、前後編仕切るキャラもいる。
- 本は左開きである。
- 113号で終刊する。